# 中華人民共和国のナンバープレート識別記号一覧
中華人民共和国のナンバープレート識別記号一覧（ちゅうかじんみんきょうわこくのナンバープレートしきべつきごういちらん）は、1992年に制定された中華人民共和国の大陸地域（香港とマカオは除く）で運転される自動車やオートバイに装着するナンバープレートに用いられる識別記号の一覧である。
特別行政区の香港とマカオは異なるシステムにあり、内地への乗り入れには広東省発行のナンバープレートを追加しなければならない。広東省発行と、香港またはマカオ発行の二枚のプレートを付けた車をダブルライセンス・カー（広東語では「中港牌」または「中港車牌」）と言う。

## 直轄市
都市名 ：識別文字は中国で用いられる簡体字中国語そのままで表記。( ) 内はピンイン。＝ 後は日本漢字の表記。

### 北京市
北京市（京 (Jīng)）は以下の通り。
- 京A - 中心市街地(1996年まで発行されている)
  - ただし当時のアルファベットは一桁や二桁しかない，例えば:京A12345、京AA1234
  - 京AG+0、6+英数字3桁の場合は中国中央政府および北京中央政府の専用ナンバー(今でも発行されている)
- 京B - タクシーおよび営業車；首都汽車公司のタクシーには京AAナンバーもある。
- 京C、京E、京F、京H、京J - 中心市街地(1996年から−2006年まで発行されている)
  - ただし当時のアルファベットは一桁や二桁しかない，例えば:京C12345、京CA1234
- 京G - 北京郊外(2003年から−2007年まで発行されている)
  - 京G+0、1、2 - 房山区
  - 京G+A、K、L - 通州区
  - 京G+B、M - 門頭溝区
  - 京G+C、N、P - 順義区
  - 京G+D、Q - 懐柔区
  - 京G+F、S - 平谷区
  - 京G+G、T - 大興区
  - 京G+H、U、V - 昌平区
  - 京G+E、R - 密雲区
  - 京G+J、W - 延慶区
  - 京G+アルファベット2桁+英数字3桁 - 北京郊外すべて区県
- 京K、京L、京Y、京M、京N、京P、京Q - 北京全域(2006年から−今まで発行されている)
- 京A+アルファベット2桁+英数字3桁、京C+アルファベット2桁+英数字3桁、京E+アルファベット2桁+英数字3桁、京F+アルファベット2桁+英数字3桁、京H+アルファベット2桁+英数字3桁、京J+アルファベット2桁+英数字3桁  - 北京全域(2018年から−今まで発行されている)
- 京O - 公安所有(2005年から廃止，ただし京O+Aナンバーは今でも使われる)
  - 京O+A - 中華人民共和国公安部専用
  - 京O+B - 北京市公安局
  - 京O+D - 北京市公安交通管理局
  - 京O+E - 北京市鉄道公安局

### 天津市
天津市（津 (Jīn)）は以下の通り。
- 津A、津B、津C - 市街地
- 津E - タクシー

### 上海市
上海市（沪 (Hù)＝滬）は以下の通り。
- 沪A、沪B、沪D、沪E、沪F - 市街地
- 沪C - 郊外（市域高速道路A20、別名 外環線への進入禁止）
- 沪R - 崇明島、長興島、横沙島 (本土への上陸不可)

### 重慶市
重慶市（渝 (Yú)）は以下の通り。
- 渝A - 市街地。重慶管理所直属
- 渝B - 市街地。江南管理分所
- 渝C - 永川管理所（永川区、江津区、合川区、潼南区、銅梁区、璧山区、大足区、綦江区、栄昌区）
- 渝D - 市街地。重慶管理所直属
- 渝F - 万州管理所（万州区、梁平区、開州区、城口県、巫山県、巫渓県、忠県、奉節県、雲陽県）
- 渝G - 涪陵管理所（涪陵区、南川区、武隆区、墊江県、豊都県）
- 渝H - 黔江管理所（黔江区、石柱トゥチャ族自治県、秀山トゥチャ族ミャオ族自治県、酉陽トゥチャ族ミャオ族自治県、彭水ミャオ族トゥチャ族自治県）

## 省・自治区
省名・自治区名 ：識別文字は中国で用いられる簡体字中国語そのままで表記。( ) 内はピンイン。

### 河北省
河北省（冀 (Jì)）は以下の通り。
- 冀A - 石家荘市
- 冀B - 唐山市
- 冀C - 秦皇島市
- 冀D - 邯鄲市
- 冀E - 邢台市
- 冀F - 保定市
- 冀G - 張家口市
- 冀H - 承徳市
- 冀J - 滄州市
- 冀R - 廊坊市
- 冀T - 衡水市

### 山西省
山西省（晋 (Jìn)）は以下の通り。
- 晋A - 太原市
- 晋B - 大同市
- 晋C - 陽泉市
- 晋D - 長治市
- 晋E - 晋城市
- 晋F - 朔州市
- 晋H - 忻州市
- 晋J - 呂梁市
- 晋K - 晋中市
- 晋L - 臨汾市
- 晋M - 運城市

### 河南省
河南省（豫 (Yù)＝予）は以下の通り。
- 豫A - 鄭州市
- 豫B - 開封市
- 豫C - 洛陽市
- 豫D - 平頂山市
- 豫E - 安陽市
- 豫F - 鶴壁市
- 豫G - 新郷市
- 豫H - 焦作市
- 豫J - 濮陽市
- 豫K - 許昌市
- 豫L - 漯河市
- 豫M - 三門峡市
- 豫N - 商丘市
- 豫P - 周口市
- 豫Q - 駐馬店市
- 豫R - 南陽市
- 豫S - 信陽市
- 豫U - 済源市
- 豫V - 鄭州市 追加分

### 遼寧省
遼寧省（辽 (Liáo)＝遼）は以下の通り。
- 辽A - 瀋陽市
- 辽B - 大連市
- 辽C - 鞍山市
- 辽D - 撫順市
- 辽E - 本渓市
- 辽F - 丹東市
- 辽G - 錦州市
- 辽H - 営口市
- 辽J - 阜新市
- 辽K - 遼陽市
- 辽L - 盤錦市
- 辽M - 鉄嶺市
- 辽N - 朝陽市
- 辽P - 葫芦島市

### 吉林省
吉林省（吉 (Jí)）は以下の通り。
- 吉A - 長春市
- 吉B - 吉林市
- 吉C - 四平市
- 吉D - 遼源市
- 吉E - 通化市
- 吉F - 白山市
- 吉G - 白城市
- 吉H - 延辺朝鮮族自治州
- 吉J - 松原市
- 吉K - 長白山自然保護開発区

### 黒龍江省
黒龍江省（黑 (Hēi)＝黒）は以下の通り。
- 黑A - ハルビン市（哈爾濱市）
- 黑B - チチハル市（斉斉哈爾市）
- 黑C - 牡丹江市
- 黑D - ジャムス市（佳木斯市）
- 黑E - 大慶市
- 黑F - 伊春市
- 黑G - 鶏西市
- 黑H - 鶴崗市
- 黑J - 双鴨山市
- 黑K - 七台河市
- 黑L - 松花江地区（ハルビン市に吸収合併）
- 黑M - 綏化市
- 黑N - 黒河市
- 黑P - 大興安嶺地区
- 黑R - 農業墾田関連の車輌

### 内モンゴル自治区
内蒙古自治区（蒙 (Měng)）は以下の通り。
- 蒙A - フフホト市（呼和浩特）
- 蒙B - 包頭市
- 蒙C - 烏海市
- 蒙D - 赤峰市
- 蒙E - フルンボイル市（呼倫貝爾市）
- 蒙F - ヒンガン盟（興安盟）
- 蒙G - 通遼市
- 蒙H - シリンゴル盟（錫林郭勒盟）
- 蒙J - ウランチャブ市（烏蘭察布市）
- 蒙K - オルドス市（鄂爾多斯市）
- 蒙L - バヤンノール市（巴彦淖爾市）
- 蒙M - アラシャン盟（阿拉善盟）

### 江蘇省
江蘇省（苏 (Sū)＝蘇）は以下の通り。
- 苏A - 南京市
- 苏B - 無錫市
- 苏C - 徐州市
- 苏D - 常州市
- 苏E - 蘇州市
- 苏F - 南通市
- 苏G - 連雲港市
- 苏H - 淮安市
- 苏J - 塩城市
- 苏K - 揚州市
- 苏L - 鎮江市
- 苏M - 泰州市
- 苏N - 宿遷市
- 苏U - 蘇州市 追加分

### 山東省
山東省（鲁 (Lǔ)＝魯）は以下の通り。
- 鲁A - 済南市
- 鲁B - 青島市
- 鲁C - 淄博市
- 鲁D - 棗庄市
- 鲁E - 東営市
- 鲁F - 煙台市
- 鲁G - 濰坊市
- 鲁H - 済寧市
- 鲁J - 泰安市
- 鲁K - 威海市
- 鲁L - 日照市
- 鲁M - 浜州市
- 鲁N - 徳州市
- 鲁P - 聊城市
- 鲁Q - 臨沂市
- 鲁R - 菏沢市
- 鲁S - 済南市 追加分
- 鲁U - 青島市 追加分
- 鲁V - 濰坊市 追加分
- 鲁W - 臨沂市 追加分
- 鲁Y - 煙台市 追加分

### 安徽省
安徽省（皖 (Wǎn)）は以下の通り。
- 皖A 合肥市
- 皖B 蕪湖市
- 皖C 蚌埠市
- 皖D 淮南市
- 皖E 馬鞍山市
- 皖F 淮北市
- 皖G 銅陵市
- 皖H 安慶市
- 皖J 黄山市
- 皖K 阜陽市
- 皖L 宿州市
- 皖M 滁州市
- 皖N 六安市
- 皖P 宣城市
- 皖R 池州市
- 皖S 亳州市

### 浙江省
浙江省（浙 (Zhè)）は以下の通り。
- 浙A - 杭州市
- 浙B - 寧波市
- 浙C - 温州市
- 浙D - 紹興市
- 浙E - 湖州市
- 浙F - 嘉興市
- 浙G - 金華市
- 浙H - 衢州市
- 浙J - 台州市
- 浙K - 麗水市
- 浙L - 舟山市

### 福建省
福建省（闽 (Mǐn)＝閩）は以下の通り。
- 闽A - 福州市
- 闽B - 莆田市
- 闽C - 泉州市
- 闽D - 廈門市（アモイ）
- 闽E - 漳州市
- 闽F - 龍岩市
- 闽G - 三明市
- 闽H - 南平市
- 闽J - 寧徳市
- 闽K - 平潭総合実験区

### 湖北省
湖北省（鄂 (È)）は以下の通り。
- 鄂A - 武漢市
- 鄂B - 黄石市
- 鄂C - 十堰市
- 鄂D - 荊州市
- 鄂E - 宜昌市
- 鄂F - 襄陽市
- 鄂G - 鄂州市
- 鄂H - 荊門市
- 鄂J - 黄岡市
- 鄂K - 孝感市
- 鄂L - 咸寧市
- 鄂M - 仙桃市
- 鄂N - 潜江市
- 鄂P - 神農架林区
- 鄂Q - 恩施土家族苗族自治州
- 鄂R - 天門市
- 鄂S - 随州市

### 湖南省
湖南省（湘 (Xiāng)）は以下の通り。
- 湘A - 長沙市
- 湘B - 株洲市
- 湘C - 湘潭市
- 湘D - 衡陽市
- 湘E - 邵陽市
- 湘F - 岳陽市
- 湘G - 張家界市
- 湘H - 益陽市
- 湘J - 常徳市
- 湘K - 婁底市
- 湘L - 郴州市
- 湘M - 永州市
- 湘N - 懐化市
- 湘U - 湘西土家族苗族自治州

### 広東省
広東省（粤 (Yuè)）は以下の通り。
- 粤A - 広州市
- 粤B - 深圳市
- 粤C - 珠海市
- 粤D - 汕頭市
- 粤E - 仏山市
- 粤F - 韶関市
- 粤G - 湛江市
- 粤H - 肇慶市
- 粤J - 江門市
- 粤K - 茂名市
- 粤L - 恵州市
- 粤M - 梅州市
- 粤N - 汕尾市
- 粤P - 河源市
- 粤Q - 陽江市
- 粤R - 清遠市
- 粤S - 東莞市
- 粤T - 中山市
- 粤U - 潮州市
- 粤V - 掲陽市
- 粤W - 雲浮市
- 粤X - 仏山市順徳区
- 粤Y - 仏山市南海区
- 粤Z - 内地への乗り入れ車両
  - 粤Z 港 - 香港からの乗り入れ。粤Z+英数字4桁+港
  - 粤Z 澳 - マカオからの乗り入れ。粤Z+英数字4桁+澳

### 広西チワン族自治区
広西壮族自治区（桂 (Guì)）は以下の通り。
- 桂A - 南寧市
- 桂B - 柳州市
- 桂C - 桂林市
- 桂D - 梧州市
- 桂E - 北海市
- 桂F - 崇左市
- 桂G - 来賓市
- 桂H - 桂林地区（桂林市に合併吸収)
- 桂J - 賀州市
- 桂K - 玉林市
- 桂L - 百色市
- 桂M - 河池市
- 桂N - 欽州市
- 桂P - 防城港市
- 桂R - 貴港市

### 江西省
江西省（赣 (Gàn)＝贛）は以下の通り。
- 赣A - 南昌市
- 赣B - 贛州市
- 赣C - 宜春市
- 赣D - 吉安市
- 赣E - 上饒市
- 赣F - 撫州市
- 赣G - 九江市
- 赣H - 景徳鎮市
- 赣J - 萍郷市
- 赣K - 新余市
- 赣L - 鷹潭市
- 赣M - 南昌市および江西省関連の車両

### 四川省
四川省（川 (Chuān)）は以下の通り。
- 川A - 成都市
- 川B - 綿陽市
- 川C - 自貢市
- 川D - 攀枝花市
- 川E - 瀘州市
- 川F - 徳陽市
- 川G - 成都市 追加分
- 川H - 広元市
- 川J - 遂寧市
- 川K - 内江市
- 川L - 楽山市
- 川M - 資陽市
- 川Q - 宜賓市
- 川R - 南充市
- 川S - 達州市
- 川T - 雅安市
- 川U - ガパ蔵族羌族自治州（阿壩蔵族羌族自治州）
- 川V - カンゼ蔵族自治州（甘孜蔵族自治州）
- 川W - リャンシャン・イ族自治州（凉山彝族自治州）
- 川X - 広安市
- 川Y - 巴中市
- 川Z - 眉山市

### 貴州省
貴州省（贵 (Guì)＝貴）は以下の通り。
- 贵A - 貴陽市
- 贵B - 六盤水市
- 贵C - 遵義市
- 贵D - 銅仁市
- 贵E - 黔西南布依族苗族自治州
- 贵F - 畢節市
- 贵G - 安順市
- 贵H - 黔東南苗族トン族自治州
- 贵J - 黔南布依族苗族自治州

### 雲南省
雲南省（云 (Yún)＝雲）は以下の通り。
- 云A - 昆明市
- 云B - 東川市（1998年まで、現在の昆明市東川区）
- 云C - 昭通市
- 云D - 曲靖市
- 云E - 楚雄イ族自治州
- 云F - 玉渓市
- 云G - 紅河ハニ族イ族自治州
- 云H - 文山チワン族ミャオ族自治州
- 云J - 普洱市
- 云K - 西双版納タイ族自治州
- 云L - 大理白族自治州
- 云M - 保山市
- 云N - 徳宏タイ族チンポー族自治州
- 云P - 麗江市
- 云Q - 怒江リス族自治州
- 云R - 迪慶蔵族自治州
- 云S - 臨滄市

### チベット自治区
西藏自治区（藏 (Zàng)＝蔵）は以下の通り。
- 藏A - ラサ市（拉薩市）
- 藏B - チャムド市（昌都市）
- 藏C - 山南市
- 藏D - シガツェ市（日喀則市）
- 藏E - ナクチュ市（那曲市）
- 藏F - ガリ地区（阿里地区）
- 藏G - ニンティ市（林芝市）

### 海南省
海南省（琼 (Qióng)＝瓊）は以下の通り。
- 琼A - 海口市
- 琼B - 三亜市
- 琼C - 瓊北管理所（瓊海市、万寧市、文昌市、澄邁県、屯昌県、定安県、臨高県）
- 琼D - 瓊南管理所（五指山市、東方市、白沙リー族自治県、昌江リー族自治県、陵水リー族自治県、楽東リー族自治県、保亭リー族ミャオ族自治県、瓊中リー族ミャオ族自治県）
- 琼E - 洋浦経済開発区
- 琼F - 儋州市

### 陝西省
陝西省（陕 (Shǎn)＝陝）は以下の通り。
- 陕A - 西安市
- 陕B - 銅川市
- 陕C - 宝鶏市
- 陕D - 咸陽市
- 陕E - 渭南市
- 陕F - 漢中市
- 陕G - 安康市
- 陕H - 商洛市
- 陕J - 延安市
- 陕K - 楡林市
- 陕V - 楊凌農業高新技術産業示範区
- 陕U - 西安市 追加分

### 甘粛省
甘粛省（甘 (Gān)）は以下の通り。
- 甘A - 蘭州市
- 甘B - 嘉峪関市
- 甘C - 金昌市
- 甘D - 白銀市
- 甘E - 天水市
- 甘F - 酒泉市
- 甘G - 張掖市
- 甘H - 武威市
- 甘J - 定西市
- 甘K - 隴南市
- 甘L - 平涼市
- 甘M - 慶陽市
- 甘N - 臨夏回族自治州
- 甘P - 甘南チベット族自治州

### 寧夏回族自治区
寧夏回族自治区（宁 (Níng)＝寧）は以下の通り。
- 宁A - 銀川市
- 宁B - 石嘴山市
- 宁C - 呉忠市
- 宁D - 固原市
- 宁E - 中衛市

### 青海省
青海省（青 (Qīng)）は以下の通り。
- 青A - 西寧市
- 青B - 海東市
- 青C - 海北蔵族自治州
- 青D - 黄南蔵族自治州
- 青E - 海南蔵族自治州
- 青F - ゴロク蔵族自治州（果洛蔵族自治州）
- 青G - 玉樹蔵族自治州
- 青H - 海西モンゴル族蔵族自治州

### 新疆ウイグル自治区
新疆維吾爾自治区（新 (Xīn)）は以下の通り。
- 新A - ウルムチ市（烏魯木斉市）
- 新B - 昌吉回族自治州
- 新C - 石河子市
- 新D - クイトゥン市（奎屯市）
- 新E - ボルタラ・モンゴル自治州（博爾塔拉蒙古自治州）
- 新F - イリ・ハザク自治州（伊犁哈薩克自治州）
- 新G - タルバガタイ地区（塔城地区）
- 新H - アルタイ地区（阿勒泰地区）
- 新J - カラマイ市（克拉瑪依市）
- 新K - トルファン市（吐魯番市）
- 新L - クムル市（哈密市）
- 新M - バインゴリン・モンゴル自治州（巴音郭楞蒙古自治州）
- 新N - アクス地区（阿克蘇地区）
- 新P - クズルス・キルギス自治州 （克孜勒蘇柯爾克孜自治州）
- 新Q - カシュガル地区（喀什地区）
- 新R - ホータン地区（和田地区）

## 人民警察
人民警察の場合、2種類の表記方法がある。一般車と同じく上記の登録地域識別記号を用いて、下記の警察内部の管轄を表す英数字を加えるケースと、上記の登録地域のアルファベットをOに変えるだけで内部の管轄を表示しないケースがある。
- A - 裁判所関連
- B - 検察関連
- C - 国家安全部関連
- D - 司法関連
- O - 公安部一般

## 人民武装警察
人民武装警察（武警、WJ (WŭJǐng)）に関しては以下の通り。
ナンバープレートのWJに続く管轄地域の識別記号
- 01 - 武警総本部
- 02 - 河北省
- 03 - 内モンゴル自治区
- 04 - 山西省
- 05 - 遼寧省
- 06 - 吉林省
- 07 - 黒竜江省
- 08 - 上海市
- 09 - 江蘇省
- 10 - 浙江省
- 11 - 安徽省
- 12 - 江西省
- 13 - 福建省
- 14 - 山東省
- 15 - 広東省
- 16 - 広西チワン族自治区
- 17 - 湖北省
- 18 - 湖南省
- 19 - 河南省
- 20 - 四川省
- 21 - 雲南省
- 22 - 貴州省
- 23 - 陝西省
- 24 - 甘粛省
- 25 - 青海省
- 26 - 新疆ウイグル自治区
- 27 - 寧夏回族自治区
- 28 - 天津市
- 29 - チベット自治区
- 30 - 海南省
- 31 - 北京市
- 32 - 重慶市

上記の管轄地域に続く、各部署の識別記号。中国で用いられる簡体字中国語そのままで表記。（各部署の任務内容については人民武装警察を参照。）
- 1 -武警（中華人民共和国公安部 人民武装警察） 内部部隊 司令部
- 2 -武警 内務部隊 政治部
- 3 -武警 内務部隊 ロジスティックス
- 電 - 武警 水電部隊。
- 森 - 武警 森林部隊
- 金 - 武警 黄金部隊
- 通 - 武警 交通部隊
- 警 - 公安部（中華人民共和国公安部）警護局
- 消 - 公安部 消防局
- 邊 - 公安部 辺防局

## 軍隊
軍隊に関しては以下の通り。識別文字は中国で用いられる簡体字中国語そのままで表記。

### 中央軍事委員会 四大部門、直轄部門
中央軍事委員会 四大部門、直轄部門（军 (Jūn)＝軍）は以下の通り。
- 军A - 軍事委員会、参謀幕僚
- 京V - 北京市 中央軍事委員会
- 军B - 総合政治部門
- 军C - 総合ロジスティックス部門
- 军D - 総合整備部門
- 军E - 軍事科学院
- 军F - 国防大学
- 军G - 国防科技大学
- 军R - 陸軍軍事院校
  - 军R41 - 装備指揮技術学院
- 军T - 参謀幕僚三部
- 军V - 第二砲兵司令部

### 空軍
空軍（空 (Kōng)）は以下の通り。
- 空A - 空軍司令部
- 空B - 空軍政治部
- 空C - 空軍ロジスティックス部
- 空D - 空軍装備部
- 空F - 北京軍区空軍
- 空J - 広州軍区空軍
- 空K - 成都軍区空軍
- 空O - 空軍軍用車管理
- 空R - 空軍軍事院校
- 空R 10 - 空軍指揮学院
- 空U - 南京軍区空軍
- 空U 13 - 空軍28師団（南京軍区）
- 空Z - 空軍直属部隊

### 海軍
海軍（海 (Hǎi)）は以下の通り。
- 海A - 海軍司令部
- 海B - 海軍政治部
- 海C - 海軍ロジスティックス部
- 海D - 海軍装備部
- 海E - 北海艦隊
- 海F - 東海艦隊
- 海G - 南海艦隊
- 海L - 東海艦隊航空兵部
- 海O - 海軍軍用車管理
- 海R - 海軍軍事院校
  - 海R 20 -海軍指揮学院
  - 海R 21 -海軍工程大学

### 北京軍区
北京軍区（北 (Bĕi)）は以下の通り。
- 北A - 北京軍区司令部
- 北B - 北京軍区政治部
- 北C - 北京軍区ロジスティックス部
- 北D - 北京軍区装備部
- 北G - 省軍区

### 瀋陽軍区
瀋陽軍区（沈 (Shĕn)＝瀋）は以下の通り。
- 沈A - 瀋陽軍区司令部
- 沈B - 瀋陽軍区政治部
- 沈C - 瀋陽軍区ロジスティックス部
- 沈D - 瀋陽軍区装備部
- 沈G - 省軍区

### 蘭州軍区
蘭州軍区（兰 (Lán)＝蘭）は以下の通り。
- 兰A - 蘭州軍区司令部
- 兰B - 蘭州軍区政治部
- 兰C - 蘭州軍区ロジスティックス部
- 兰D - 蘭州軍区装備部
- 兰G - 省軍区

### 済南軍区
済南軍区（济 (Jì)＝済）は以下の通り。
- 济A - 済南軍区司令部
- 济B - 済南軍区政治部
- 济C - 済南軍区ロジスティックス部
- 济D - 済南軍区装備部
- 济G - 省軍区

### 南京軍区
南京軍区（南 (Nán)）は以下の通り。
- 南A - 南京軍区司令部
- 南B - 南京軍区政治部
- 南C - 南京軍区ロジスティックス部
- 南D - 南京軍区装備部
- 南G - 省軍区

### 広州軍区
広州軍区（广 (Guǎng)＝広）は以下の通り。
- 广A - 広州軍区司令部
- 广B - 広州軍区政治部
- 广C - 広州軍区ロジスティックス部
- 广D - 広州軍区装備部
- 广G - 省軍区

### 成都軍区
成都軍区（成 (Chéng)）は以下の通り。
- 成A - 成都軍区司令部
- 成B - 成都軍区政治部
- 成C - 成都軍区ロジスティックス部
- 成D - 成都軍区装備部
- 成G - 省軍区

## 在外公館
- 101 - イラン
- 102 - アルバニア
- 103 - アルジェリア
- 132 - チェコ
- 145 - ドイツ
- 155 - イラク
- 188 - パキスタン
- 196 - 韓国
- 198 - ロシア
- 205 - スロバキア
- 212 - スウェーデン
- 223 - 英国
- 224 - アメリカ合衆国
- 235 - 日本